# 熱処理

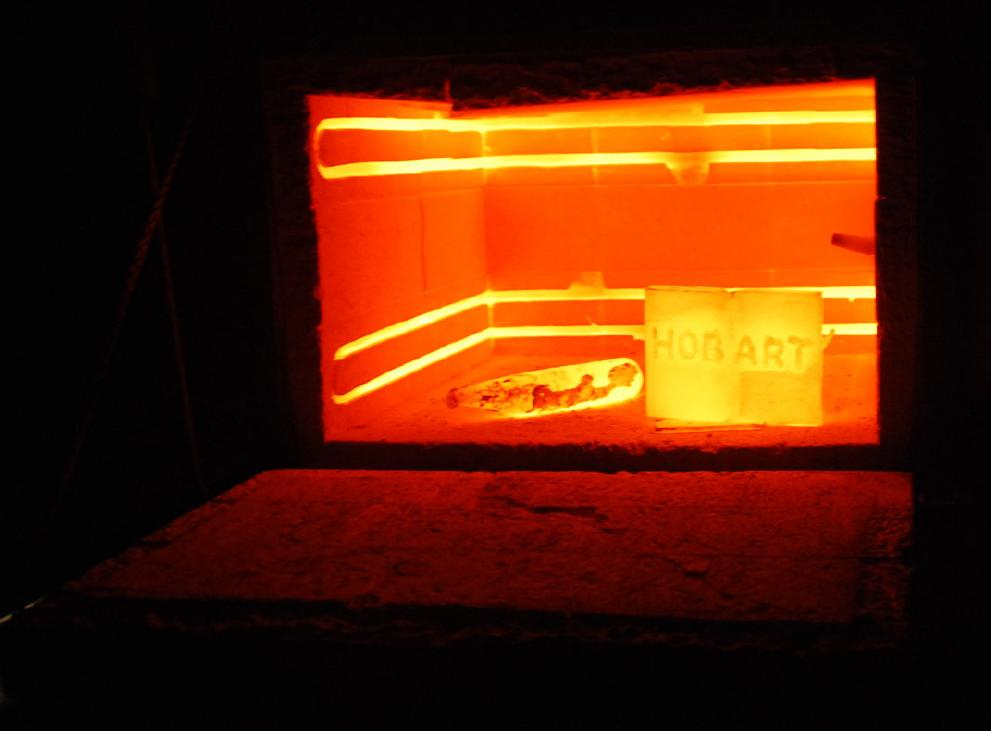
982℃で加熱中の熱処理炉内部

熱処理（、英: heat treatment）とは、主に金属材料に対して行われる、加熱・冷却・雰囲気により材料の性質を変化させる処理である。

## 熱処理の種類

### 全体熱処理
焼入れ
広義には、金属を所定の高温状態から急冷させる操作全般を指す。狭義には、鉄鋼材料を金属組織がオーステナイト組織になるまで加熱した後、急冷してマルテンサイト組織にする熱処理のこと。
焼戻し
焼入れされた材料を適切な温度へ再度加熱し、組織を安定化、機械的性質を改善する処理。マルテンサイト化させる焼入れの後には、ほとんど必ず行われる。鉄鋼材料の焼戻しの場合、加熱温度は最大でもオーステナイト変態点以下とするのが原則で、実際には 100–250 °C の低温焼戻しや 450–680 °C の高温焼戻しが行われる。
調質
鉄鋼材料に対しては、焼入れと高温焼戻しの組み合わせを意味する。
焼なまし
残留応力の除去、延性の向上、被削性の向上、組織中の化学組成の均一化、結晶組織の調整などを目的として行う熱処理の総称。鉄鋼材料に対しては、組織が平衡状態あるいはそれに近い状態になるように、加熱・冷却する熱処理を指す。いずれにしても、「焼なまし」という語は非常に一般的な表現なので、「完全焼なまし」「中間焼なまし」「等温焼なまし」などのようにより具体的な表現が望ましいとされる。鉄鋼材料に対して単に「焼なまし」と言った場合、オーステナイトになるまで加熱して十分な時間保持した後に徐冷する「完全焼なまし」を指すことが多い。焼鈍しと表記したり、焼鈍（しょうどん）と呼んだりもする。
焼ならし
サブゼロ処理
温度 0 °C 以下に冷やす処理。深冷処理や零下処理とも呼ばれる。主に焼入れ直後の鉄鋼材料に対して経年変化の元となる残留オーステナイトを減少させるために行う。セミオーステナイト系析出硬化型ステンレス鋼などでは、準安定オーステナイトをマルテンサイト化させるために行う。およそ −80 °C まで冷やすようなサブゼロ処理ではメタノールとドライアイスなどが冷却材として使われ、−200 °C 近くまで冷やすような場合は液体窒素が使われる。
溶体化処理
加熱・急冷することによって、析出を起こさせずに析出物が十分に溶け込んだ室温の材料を得る熱処理。溶解させる析出物の固溶限度線以上まで加熱する。固溶化熱処理とも呼ばれる。アルミニウム合金、チタン合金、析出硬化系ステンレス鋼に対しては溶体化処理は時効硬化処理の前処理として行われる。オーステナイト系ステンレス鋼では主に耐食性確保のために行われる。
時効硬化処理
溶体化処理した材料を、適切な高温または室温で保持する処理。析出硬化処理などともいう。析出硬化型の合金について行われる熱処理で、微細な相を材料中に析出する。上述のアルミニウム合金、チタン合金、析出硬化系ステンレス鋼などに対して行われる。
水靭
高マンガン鋼に行われる処理で、1050–100 °C の炭化物が固溶化する温度まで加熱したのち、急冷して組織を均一なオーステナイトにする処理。水じんとも記す。

### 表面熱処理
高周波焼入れ
火炎焼入れ
浸炭
窒化
レーザ焼入れ
浸硼
浸硫

## 炉の種類
- 空気炉
- 真空炉
- ソルトバス炉